# Крейґ Шерґолд
Крейг Шергольд (24 червня 1979 — 21 квітня 2020, англ. Craig Shergold) — британський хворий на рак, який отримав близько 350 мільйонів вітальних листівок, завдяки чому він потрапив до Книги рекордів Гіннесу. Різні варіанти прохання про вітальні листівки від його імені з 1989 року все ще розповсюджуються в інтернеті, що робить це явище однією з найбільш стійких міських легенд.

## Передумови
1988 року Крейґ Шерґолд почав скаржитися на біль у вусі . Після того, як антибіотики не допомогли, 1989 року лікарі діагностували у дев'ятилітнього хлопця те, що вони вважали невиліковним раком головного мозку.

## Вітальні листівки
Друзі та родичі Шергольда почали надсилати листи з проханням надіслати йому вітальні листівки з метою побити Книгу рекордів Гіннеса, рекорд на той час становив 1,000,065 отриманих листівок. Крейґ почав отримувати вітальні листівки з усього світу, включаючи листи від Мадонни та Арнольда Шварценеггера.
Фонд «Children's Wish Foundation» долучився до кампанії на ранніх етапах, але швидко припинив брати участь, побачивши величезний обсяг листівок.
Кампанія стала успішною, ім'я Шергольда додали до Книги рекордів Гіннеса в травні 1990 року, коли він отримав 16,250,692 листівки з побажаннями, повторно його додали туди 1991 року після 33 мільйонів карток.

## Лікування
Рак Шергольда погіршився. Британські лікарі вважали, що у нього може залишитися кілька тижнів життя, запропонувавши родині повернути його додому на цей час. Американський мільярдер Джон Клуге, засновник Metromedia, дізнався про хворобу Шерґольда і організував для нього поїздку до США на новий тип операції. Його прооперували 1991 року в Медичному центрі Університету Вірджинії, де лікар зміг видалити практично всю пухлину, за винятком доброякісного фрагмента. Шергольд згодом виріс здоровою дорослою людиною.

## Популярність листів щастя
Навіть після одужання, ланцюгова реакція тривала, «листи щастя» й далі надходили за вказаною адресою. До 1998 року він отримав 250 мільйонів листів. У листах його ім'я іноді помилково вказували як «Крейг Шелфорд», «Крейг Стаффорд», «Крейг Шеффорд», «Грег Шервуд», або, особливо популярна у Польщі версія, «Дрейнг Шерольд.» В Польщі розсилали листівки з адресою Шергольда з проханням до працівників польських державних установ та місцевих органів влади надіслати листівки для оздоровлення «Гарольда Сарида».
Королівська пошта надала дому Шерґольда власний поштовий індекс через обсяг пошти, яку він отримував. Щоб уникнути наслідків, сім'я спочатку скасувала доставку пошти, а згодом переїхала.

## Наслідки
З 1989 року Шергольд отримав приблизно 350 мільйонів вітальних листівок. Ставши дорослим, Крейґ не робив жодних публічних виступів, окрім як із проханням зупинити надсилати йому листи.
Фонд Make-A-Wish також заявляє на своєму сайті, що вони не займаються ланцюжковими листами чи телемаркетингом, і заперечують будь-яку участь у виконанні бажання Шергольда, заявляючи, що це зроблено іншою організацією, яка здійснює побажання. Будь-яка отримана пошта пересилається до центру переробки.

## У популярних ЗМІ
1993 року мати Шергольда, Маріон, написала книгу про історію свого сина «Крейг Шергольд: Історія матері». 10 листопада 2001 року телеканал PAX випустив телефільм «Карткове чудо». У фільмі знявся Томас Сангстер у ролі Шергольда, а також Кірк Кемерон — цинічний репортер.

## Світовий рекорд
Книга рекордів Гіннеса скасувала цей рекорд і вимагала, щоб люди більше не реагували на будь-які прохання щодо вітальних листівок.

## Смерть
Крейґ помер від пневмонії у квітні 2020 року.